# Austrophorella quadrisignata
Austrophorella quadrisignata (лат.) — вид жуков-златок, единственный в составе рода Austrophorella из подсемейства Chrysochroinae. Эндемик Австралии.

## Распространение
Квинсленд, Новый Южный Уэльс (Австралия).

## Описание
Имаго активны в декабре и январе, встречаются в «brigalow» лесах и были собраны на листьях эвкалиптов (Eucalyptus sp.), Alphitonia excelsa и A. petrei (семейство Крушиновые). Личинки были зарегистрированы на Alphitonia excelsa. Вид Alphitonia excelsa — широко распространённое дерево, встречающееся на окраинах различных типов дождевых лесов, включая литоральные заросли дождевого леса, и распространённое от южного Нового Южного Уэльса на север до Центрального Квинсленда. Alphitonia petrei встречается к северу от середины северного побережья Нового Южного Уэльса в зарослях и на окраинах тропических лесов. Наряду с другими Chalcophorini Austrophorella quadrisignata находится под угрозой из-за обширной вырубки мест обитания в Центральном Квинсленде и Новом Южном Уэльсе.

## Систематика
Вид был впервые описан в 1872 году под названием Chalcotaenia quadrisignata Saunders, 1872, а в 1903 году выделен в монотипический род Austrophorella Kerremans, 1903. Род входит в состав подтрибы Chalcophorina трибы Chrysochroini Laporte, 1835 из подсемейства Chrysochroinae. Austrophorella quadrisignata ранее относили к Chalcotaenia и Pseudotaenia, позже этот вид был выделен в Austrophorella.